# Derya Yanık

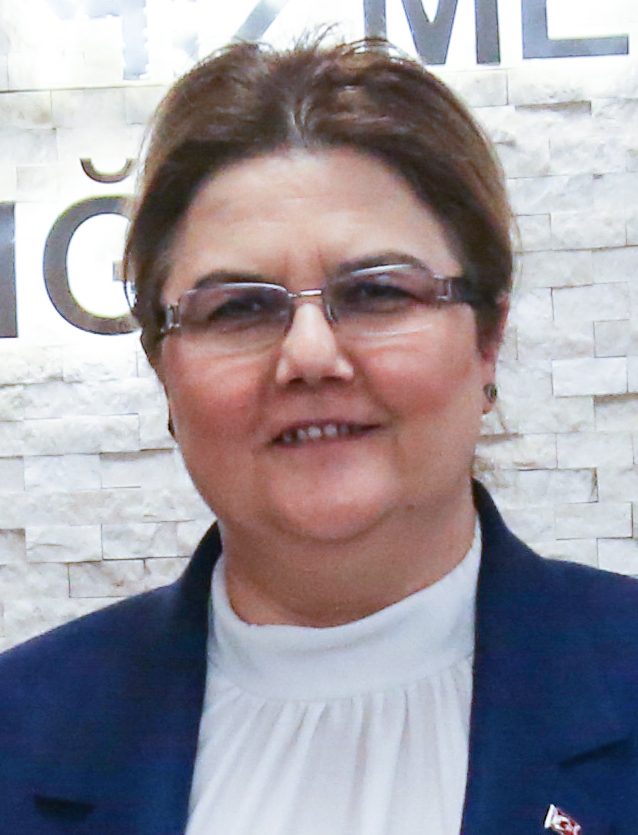
Derya Yanık

Derya Yanık (* 30. Mai 1972 in Osmaniye) ist eine türkische Politikerin,  Juristin und ehemalige Ministerin für Arbeit, Soziales und Familie der Türkei.

## Leben
Yanık absolvierte 1995 ihr Jurastudium an der Universität Istanbul. Zwischen 2004 und 2014 war sie die erste Frau, die dem Stadtrat von Istanbul vorsaß, und fungierte 2006 als stellvertretende Bürgermeisterin von Istanbul während eines London-Besuchs von Kadir Topbaş. Yanık ist Mitglied des Vorstands der Stiftung für Frauen und Demokratie (KADEM) und gehört dem Zentralen Entscheidungs- und Exekutivrat der Partei für Gerechtigkeit und Entwicklung (AKP) an.
Vom 21. April 2021 bis zum 4. Juni 2023 diente sie als türkische Ministerin für Familie und Soziales. Bei den Parlamentswahlen 2023 wurde sie als Abgeordnete der AKP für Osmaniye in die Große Nationalversammlung der Türkei gewählt.